# Omar Epps
Omar Hashim Epps (New York, 20 juli 1973) is een Amerikaans acteur en rapper. Epps heeft in verschillende films gespeeld als Juice, Higher Learning, Love & Basketball, In Too Deep, en The Wood. Ook had hij een kleine rol in Scream 2 en was hij een regelmatig terugkerend karakter in de Amerikaanse dramaserie ER.
Van 2004 tot 2012 was Epps te zien als Dr. Eric Foreman in de medische dramaserie House

## Biografie
Epps is geboren in Brooklyn, uit zijn alleenstaande moeder die schoolhoofd was. Hij groeide op in verschillende wijken in Brooklyn (Bedford-Stuyvesant, East New York en Flatbush). Voordat Epps ging acteren maakte hij deel uit van een rapgroep genaamd 'Wolfpak'. Deze groep had samen met zijn broer opgericht in 1991. Hij startte met het schrijven van scenario's op zijn tiende en ging naar de Fiorello H. LaGuardia High School of Music & Art and Performing Arts.
Epps is in 2006 getrouwd met Keisha Spivey van de R&B groep Total.
Hij heeft drie kinderen, een dochter uit een vorige relatie en een dochter (geboren in juli 2004) en een zoon (geboren eind 2007) uit zijn huidige huwelijk. Hij woont met zijn vrouw en hun twee kinderen in Californië.

## Carrière
Epps werd in het begin van zijn carrière voornamelijk gecast als problematische tieners of sporters. Hij begon zijn filmdebuut met rapper Tupac Shakur in de film Juice. Deze film vertelt het gewelddadige en tragische verhaal van vier jonge mannen die opgroeien in Harlem. Na Juice speelde Epps als american football running back speler in de film The Program naast James Caan.
Het jaar daarna schakelde hij over op baseball in de film Major League II, waarin hij de rol van Willie Mays overnam van Wesley Snipes. Zijn volgende rol was in Higher Learning, een kijk op de politieke en raciale spanningen op het college leven.
Epps kreeg een rol in de dramaserie ER, waar hij Dr. Dennis Gant speelde gedurende verschillende episodes. Na zijn televisiewerk in ER kwam Epps terug op het witte doek in 1997 met een kleine rol in de film Scream 2. Ook speelde hij in 1997 in de film First Time Felon die tevens door hem werd geproduceerd.
In 1999 werd Epps gecast als Linc in de film The Mod Squad.
In 2000 was Epps te zien in Love & Basketball, met Alfre Woodard en Sanaa Lathan. Hij speelde Quincy, een NBA speler die een stormachtige relatie had met een vrouwelijke basketballer Monica (Sanaa Lathan). Verder had de acteur nog wat ondersteunende rollen in verschillende films als Dracula 2000, Big Trouble, en Conviction. In 2004 kreeg Epps de rol van Luther Shaw in de film Against the Ropes met Meg Ryan.
Epps was ook een karakter in het videospel Def Jam: Fight for NY in 2004.
Zijn huidige rol startte ook in 2004. Epps keerde terug naar de medische dramaseries met zijn rol als Dr. Eric Foreman in de televisieserie House. Aan die rol hield hij in 2007 een NAACP Image Award over en in 2008 een prijs voor Outstanding Supporting Actor in a Drama Series.

## Discografie
2004: Omar Epps Presents...The Get Back